# Dræet
Dræet är en dansk ö, belägen söder om Æbelø i Kattegatt. Den hör till Region Syddanmark och Nordfyns kommun. Dræet är förbunden med halvön Lindø på Fyn genom en tidvis översvämmad väg. Ön är obebodd sedan 1960 och har en yta om 0,29 km².